# Asota enganensis
Asota enganensis är en fjärilsart som beskrevs av Rothschild 1897. Asota enganensis ingår i släktet Asota och familjen nattflyn. Inga underarter finns listade i Catalogue of Life.